# Robbie Fowler
Pour les articles homonymes, voir Fowler.
Robbie Fowler, né le 9 avril 1975 à Liverpool dans le quartier de Toxteth (Angleterre), est un footballeur international anglais des années 1990 à 2010, reconverti comme entraîneur.

## Biographie

### Ses débuts
Ses parents ne s'étant jamais mariés Robert Fowler porte d'abord le nom de famille de sa mère, Ryder, durant son enfance. Il reste néanmoins en bons termes avec son père, avec lequel il partage sa passion du football, et se souvient que celui-ci a assisté à tous ses matchs depuis l'école. Le jeune Robbie supporte Everton Football Club, le plus ancien club de la ville de Liverpool, et particulièrement leur attaquant vedette durant les années 1980, Graeme Sharp. Fowler s'initie dans les équipes de jeunes de la Liverpool Schools Football Association (LSFA), comme son futur coéquipier Steve McManaman, et quelques années plus tard Steven Gerrard et Wayne Rooney. C'est là qu'il est repéré par Jim Aspinall, l'un des recruteurs du Liverpool Football Club alors entraîné par Kenny Dalglish. En 1991 Fowler signe un contrat de stagiaire avec Liverpool FC, bientôt suivi de son premier contrat professionnel en avril 1992.

### Période dorée à Liverpool
Il fait ses classes dans l'équipe réserve jusqu'à ce que le nouveau manager Graeme Souness lui donne l'occasion de débuter avec l'équipe première aux côtés de la star d'alors, le Gallois Ian Rush, le 22 septembre 1993 en coupe de la Ligue face à Fulham. Fowler marque un but lors du match aller, remporté 3 à 1 par Liverpool, et pas moins de cinq à Anfield lors du match retour. Le 16 octobre face à Oldham Athletic il inscrit son premier but en championnat d'Angleterre. Son total toutes compétitions confondues s'élève à dix-huit au terme de sa première saison, soit autant que Ian Rush, alors qu'une première blessure à la cheville a pourtant éloigné Fowler des terrains durant trois mois. Le 28 août 1994 il marque trois buts en l'espace de 4 minutes 33 secondes face à Arsenal, ce qui constitue alors un record en Premier League. Son début de saison spectaculaire est récompensé par un nouveau contrat qui fait de Fowler un millionnaire à l'âge de 19 ans.
En 1994-1995 Fowler remporte la coupe de la Ligue avec Liverpool, marque au total trente-et-un buts et est élu meilleur jeune du championnat anglais. En décembre 1995 il inscrit un doublé face à Manchester United, alors emmené par Éric Cantona, puis son second triplé d'affilée face à Arsenal. Les Reds échouent en finale de la coupe d'Angleterre 1996 mais Fowler est seulement devancé par Alan Shearer au classement des buteurs et décroche de nouveau le titre du meilleur jeune. En 1996-1997 Fowler hérite du numéro 9 à la suite du départ de Ian Rush et inscrit encore trente-et-un buts, dont dix-huit en championnat. Lors du match Arsenal-Liverpool disputé à Highbury en mars 1997 l'arbitre accorde un tir au but au Liverpool FC à la suite de ce qu'il pense être une faute de David Seaman sur Fowler, ce dernier fait preuve de fair play en essayant de convaincre l'arbitre de son erreur, mais en vain. Fowler tire le penalty, le gardien d'Arsenal le repousse dans un premier temps mais Jason McAteer reprend la balle et marque. Beaucoup de gens ont cru que Fowler avait manqué sa frappe exprès, par fair-play. En quarts de finale de la coupe des coupes Fowler dévoile un tee-shirt portant un message de soutien aux cinq cents dockers de Liverpool licenciés à la suite d'une grève entamée deux ans auparavant,.

### Sur la touche
Sa popularité est alors au plus haut, mais les blessures et l'émergence de Michael Owen durant les saisons suivantes vont le rejeter peu à peu sur la touche. En février 1998 Fowler contracte une grave blessure au genou. Il doit se faire opérer des ligaments ce qui l'empêche de disputer la coupe du monde 1998. L'année 1999 est marquée par son centième but en Premiership mais aussi par ses frasques, l'incident le plus mémorable a lieu lors d'un derby opposant Liverpool et Everton en avril 1999. Alors que circulent des rumeurs prétendant que le joueur consomme de la drogue, rumeurs émanant de supporters d'Everton d'après Fowler, celui-ci s'accroupit en face de la tribune accueillant les fans du club rival après avoir marqué, et fait mine de renifler la ligne de but, à la manière d'un cocaïnomane. Fowler n'en a pas fini avec les blessures, en octobre il subit une nouvelle opération, cette fois de la cheville, suivie d'une seconde en janvier 2000 qui gâche définitivement sa saison 1999-2000. Une nouvelle blessure lors d'un match amical l'empêche de préparer la saison 2000-2001 dans les meilleures conditions, il apparaît la plupart du temps comme remplaçant et peine à retrouver la forme d’antan. S'il est titulaire le 25 février 2001 en finale de la coupe de la Ligue face à Birmingham City, match durant lequel il ouvre la marque, ce ne sera plus le cas lors des quatre autres finales remportées par le Liverpool FC durant la saison, inscrivant malgré tout un but lors de la finale de Coupe de l'UEFA remportée par Liverpool face à Alavès (5-4).

### Fin de carrière en Angleterre
En délicatesse avec l'entraîneur Gérard Houllier, qui fait tourner son effectif mais aligne le plus souvent une attaque composée de Michael Owen et Emile Heskey, il rejoint Leeds United en décembre 2001 après 171 buts en 330 matchs toutes compétitions confondues sous le maillot de Liverpool FC. L'équipe de Leeds dirigée par David O'Leary traverse une période troublée par des affaires extra-sportives mais prend provisoirement la tête du championnat, à la faveur d'une série de victoires acquises notamment aux dépens de Bolton grâce à un triplé de Fowler. Les mois suivants sont marqués par des difficultés financières, les dettes du club l'obligent à se séparer de Rio Ferdinand à la fin de la saison 2001-2002, puis de Jonathan Woodgate, Lee Bowyer et Robbie Fowler, dont le passage dans le Yorkshire a été contrarié par les blessures. Lors des deux demi-saisons qu'il dispute à Leeds Fowler marque à quatorze reprises mais ne dispute au total que vingt-quatre matchs de championnat comme titulaire, et six comme remplaçant.
Le 16 janvier 2003 Fowler s'engage avec l'équipe de Manchester City, alors sous la conduite du manager Kevin Keegan, où il rejoint l'attaquant français Nicolas Anelka. Malgré de nouvelles blessures et une forme fluctuante sous ses nouvelles couleurs, Fowler signe son 150e but en Premiership le 28 février 2005 face à Norwich City. Après Andy Cole et Alan Shearer il est seulement le troisième joueur à atteindre ce total depuis la création de la Premier League en 1992. Robbie Fowler commence l'année 2006 en réalisant le coup du chapeau en coupe d'Angleterre face à Scunthorpe United, puis en marquant le troisième but de City dans le derby les opposant à Manchester United.
À 30 ans et en fin de contrat avec City il est recruté le 27 janvier dans le cadre d'un transfert gratuit par son ancien club de Liverpool, dont l'équipe est maintenant entraînée par Rafael Benítez. Au bénéfice d'une bonne fin de saison, il obtient une prolongation d'un an.
En 2007, son contrat n'est pas renouvelé par Liverpool. Fowler a depuis longtemps perdu de sa superbe et n'attire plus les convoitises des clubs huppés. Il poursuit néanmoins sa carrière professionnelle en jouant pour des équipes de second plan. Il signe ainsi à Cardiff City le 21 juillet 2007, rejoignant une autre ancienne gloire de la Premier League, Jimmy Floyd Hasselbaink. Si le club gallois évolue en deuxième division anglaise, il arrive à se hisser en finale de la Cup 2008 face Portsmouth. Fowler ne dispute cependant pas l'événement. Il relève en effet de blessure et son entraîneur, Dave Jones, l'invite à prendre place en tribune.
Il s'engage ensuite avec Blackburn en août 2008 mais résilie son contrat au bout de quelques mois. Il n'aura disputé que trois matchs de Premier League sous ces couleurs.

### Expérience australienne
Le 4 février 2009, il rejoint les rangs de North Queensland Fury FC en Australie pour sa saison inaugurale en A-League. Bien adapté au mode de vie australien, il s'engage pour une nouvelle saison en Australie, cette fois-ci avec le Perth Glory.

### Muangthong United
Le 7 juillet 2011, le club de Muangthong United, en première division thaïlandaise, annonce la signature de l'attaquant anglais, pour un contrat d'un an. Lors de cette saison, il sera également entraîneur-joueur du club.

### Parcours en équipe nationale
En juillet 1993, Robbie Fowler devient champion d'Europe des moins de 18 ans et termine meilleur buteur du tournoi avec cinq buts, dont un triplé face à l'Espagne inscrit en à peine un quart d'heure. L'équipe d'Angleterre des moins de 18 ans compte alors dans ses rangs d'autres futurs internationaux, Sol Campbell, Gary Neville et Paul Scholes. Le 17 novembre il est directement intégré à l'équipe des moins de 21 ans et inscrit l'un des trois buts anglais face à Saint-Marin. En juin de l'année suivante les Anglais remportent le tournoi de Toulon en battant le Portugal en finale.
Terry Venables lui offre sa première sélection A lors du match amical Angleterre-Bulgarie disputé le 27 mars 1996. À 21 ans il prend part à l'Euro 1996 en tant que remplaçant, disputant les rencontres face aux Pays-Bas lors du premier tour, puis à l'Espagne en quarts de finale. Il est ensuite rappelé par Glenn Hoddle le 29 mars 1997 et inscrit son premier but pour l'équipe nationale anglaise lors du match amical l'opposant au Mexique. Une longue blessure élimine Fowler de la liste des prétendants à une place pour la coupe du monde 1998 durant laquelle brille Michael Owen. Après avoir figuré dans trois des matchs qualificatifs pour l'Euro 2000 au sein de l'équipe maintenant dirigée par Kevin Keegan, Robbie Fowler est appelé pour le tournoi mais sans jamais entrer en jeu. Il est de nouveau sélectionné par Sven-Göran Eriksson lors des matchs amicaux et des éliminatoires pour la coupe du monde 2002, il inscrit son ultime but sous le maillot national le 26 mai 2002 lors de la rencontre amicale Angleterre-Cameroun. Pendant le tournoi Eriksson accorde sa confiance au duo composé de Michael Owen et Emile Heskey, comme le faisait Gérard Houllier à Liverpool, et Fowler rentre en jeu uniquement le 15 juin 2002 face au Danemark. Il s'agit de sa dernière apparition avec l'équipe d'Angleterre.

## Style de jeu

### Caractéristiques
Fowler est avant tout un joueur d'instinct. Dans les années 90, il était considéré comme le meilleur finisseur ("natural goalscorer") face aux buts, devant des joueurs comme Shearer, Cole, Wright ou Ferdinand. Gaucher naturel mais capable de marquer du pied droit, il possède une excellente lecture du jeu et des appels très tranchants qui lui permettaient de souvent prendre l'avantage sur son défenseur direct. Sans avoir une grande taille ou une grande détente, il marquait beaucoup de buts de la tête ou il excellait. A son prime, il s'est également essayé aux coups francs et tirait régulièrement les pénaltys.
Lors de ses 5 premières saisons, son sang froid et son appétit insatiable pour marquer des buts - beaucoup de buts - lui ont permis de toujours finir parmi les meilleurs buteurs (souvent placé, jamais couronné) du championnat. Surnommé "God" à Liverpool, il est le 6e meilleur buteur de l'histoire de la Premier League et a inscrit neuf coups du chapeau, dont celui qui a été le plus rapide de l’histoire de la Premier League pendant 21 ans.
Fowler est revenu à son premier amour en 2007 et, bien qu’il ne soit plus le même joueur, il a quand même réussi à étendre son record pour Liverpool à 183 buts en 369 matchs, ce qui en fait le sixième meilleur buteur de l’histoire du club.

### Personnalité
Sa combativité et son caractère en ont fait un chouchou parmi les supporters de Liverpool, qui se reconnaissaient en lui car il n'a jamais oublié ses racines ouvrières. En témoigne la célébration de son but en solidarité aux dockers grévistes de Liverpool lors du 1/4 de finale retour de Coupe d'Europe des Vainqueurs de Coupe en 97 face à Brann Bergen. C'est le cinquième joueur préféré des supporters de l'histoire du club, devant des joueurs comme Mc Manaman, Owen ou Suarez. Seuls Rush, Dalglish, Jamie Carragher et Gerrard le devancent.
Rétrospectivement, c'est le meilleur jeune attaquant anglais de ces 25 dernières années. Ni Owen, ni Rooney n'ont marqué plus de buts que lui au début de leur carrière. Pourtant au vu de son début de carrière, on ne peut s'empêcher de penser qu'il aurait dû faire mieux par la suite. Dans son autobiographie, il le reconnait et admet ne pas avoir toujours été un grand professionnel. De nombreuses blessures le toucheront à la fin des années 90 et le duo qu'il aurait dû former à Liverpool avec Michael Owen n'apparaîtra ensemble que sporadiquement.
Son caractère bien trempé lui aura autant servi que desservi. Lui permettant de tenter des gestes audacieux comme ce fameux but contre Brann Bergen en Coupe des coupes 96/97 ou bien contre West Ham en 97/98 ou encore Aston Villa en 95/96. Mais ça a également nui à sa réputation. Sa célébration controversée contre Everton lui vaudra une suspension et son embrouille avec Thompson et Houllier lui fera quitter son club de toujours en 2001.
Il faisait partie d'un petit groupe de joueurs de Liverpool surnommé les Spice Boys.

## Reconversion comme entraîneur
L'ancien attaquant entraîne les Brisbane Roar (championnat australien) de 2019 à 2020.

## Palmarès

### Avec Liverpool FC (5)
- Vainqueur de la Supercoupe d'Europe en 2001
- Vainqueur de la Coupe de l'UEFA en 2001
- Vainqueur de la Coupe d'Angleterre en 2001
- Vainqueur de la Coupe de la Ligue en 1995 et 2001
- Finaliste de la Ligue des Champions en 2007
- Finaliste de la Coupe d'Angleterre en 1996

### En sélection
- Champion d'Europe junior en 1993

### Distinctions individuelles
- Meilleur buteur de la Coupe d'Europe des Vainqueurs de Coupe en 1997 (7 buts)
- Meilleur buteur du Championnat d'Europe Juniors en 1993 (5 buts)
- Élu meilleur jeune de l'année PFA de Premier League en 1995 et en 1996
- Élu meilleur joueur du mois de Premier League en décembre 1995 et en janvier 1996

### Statistiques
- 330 matchs et 171 buts avec Liverpool
- 30 matchs et 14 buts avec Leeds United
- 92 matchs et 28 buts avec Manchester City
- 3 matchs en Premier League avec Blackburn Rovers